# Antinoos
Antinoos (gr. Ἀντίνοος) – postać w mitologii greckiej, syn Eupejtesa. Przywódca zalotników Penelopy, którzy pod nieobecność Odyseusza naszli jego pałac.
Odznaczał się brutalnością, pychą i hardością. Wiódł prym wśród grabiących majątek Odyseusza zalotników, nastawał na życie Telemacha. Znieważył świniopasa Eumajosa, gdy ten wprowadził Odyseusza w żebraczym przebraniu do pałacu. Napuścił na nierozpoznanego przez zebranych Odyseusza żebraka Irosa. Podczas rzezi zalotników zginął jako pierwszy, trafiony strzałą wypuszczoną przez Odyseusza w szyję w chwili, gdy podnosił do ust puchar.